# Penichrolucanus alleni
Penichrolucanus alleni (лат.) — вид жуков из семейства рогачи. Филиппины.

## Описание
Мелкие жуки (длина 7,68 мм; длина надкрылий 4,53 мм, их ширина 3,40 мм). Тело прямоугольное, сильно сжатое в дорсовентральном направлении; цвет красно-коричневый. Усики 8-члениковые. Голова поперечная, поверхность гладкая, непунктированная, с некоторыми поверхностными морщинами; передний край широко вырезанный с тонким поперечным килем; глазной угол очень большой, расширенный. Мандибулы маленькие, остроконечные. Переднеспинка: поперечная, в передней половине немного шире, чем в задней, основание слегка выпуклое, передний край почти прямой; поверхность гладкая, поверхностно пунктированная, с каждой стороны поверхностные продольные изогнутые морщинки. Надкрылья: длиннее головы и переднегруди вместе взятых, параллельносторонние, с 6 тонкими бороздками, промежутки очень тонко и поверхностно пунктированы. Ноги короткие; все голени прямые, без явных зубцов на наружном крае, апикальная вилка передней голени хорошо развита; передняя лапка с короткими члениками 1-4, примерно одинаковой длины, сросшиеся вместе; членик 5 длиннее остальных вместе взятых; средние и задние лапки только с 1 отчётливым сегментом, коготки спрятаны между концевыми пластинками онихиума.

## Систематика и этимология
Вид был впервые описан в 2015 году итальянским энтомологом Luca Bartolozzi (Natural History Museum, Zoology Department, University of Florence, Флоренция, Италия) по материалам с острова Минданао (Филиппины). Близок к видам Penichrolucanus copricephalus, Penichrolucanus martinii и Penichrolucanus hirohiro, из-за того, что антенна имеет восемь члеников. Внешняя морфология тела близка к ним, но двухчлениковая булава усиков сразу позволяет отличить новый таксон от всех других известных видов, имеющих трёхчлениковую булаву усиков. Другими хорошими отличительными признаками являются беззубые наружные края голеней и форма лобного киля, которая у всех других родственных видов имеет различную форму. Назван в честь Mr. Albert Allen (Айдахо, США), передавшего типовую серию.